# Basilika Maria Schnee (Pallippuram)

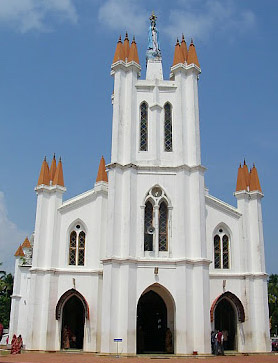
Fassade der Basilika

Die Basilika Maria Schnee oder  Manjumatha Basilica ist eine römisch-katholische Kirche in Pallippuram im Distrikt Ernakulam des südindischen Bundesstaates Kerala. Die Kirche des Bistums Kottapuram mit dem Patrozinium Unserer Lieben Frau vom Schnee trägt den Titel einer Basilica minor.

## Geschichte
Der Bau der Kirche begann mit der Errichtung des Pallipuram-Forts 1503. Das portugiesische Fort war die erste europäische Befestigung in Indien. Die Weihe der Marienkirche erfolgte 1507. 1577 wurde sie zur Pfarrkirche. 
Während des mysorischen Feldzugs um 1789/90 unter Tipu Sultan gegen Travancore wurden die meisten christlichen und hinduistischen Sakralbauten der Region zerstört. Nach der Legende blieb die Kirche durch Schnee (oder Nebel) den Angreifern aber verborgen. Wegen eines zugleich steigenden Hochwassers des nahen Flusses Periyar mussten die Angreifer sich geschwächt zurückziehen. Darauf wurde das Patrozinium der Kirche in Unsere Liebe Frau vom Schnee geändert. 
Renovierungen der Kirche erfolgten 1931 und 2006. Die Kirche wurde 2012 durch Papst Benedikt XVI. in den Rang einer Basilica minor erhoben.